# Jung Eun-shin
Jung Eun-shin (* 3. Januar 1976 in Daegu, Südkorea) ist eine südkoreanische Komponistin.
Das Kompositionsstudium schloss sie in Daegu 1998 ab. Ihr Musik-Diplom an der Musikhochschule Köln erwarb sie im Jahre 2003.

## Werke
- Pezzo sonore I (Klavier solo)
- Pezzo sonore II (Klavier vierhändig)
- Dichtergarten (Orchesterstück)
- Pirinore (Flötensolo)
- Musikalische Architektur (elektronische Musik)
- Wassertanz I & II (elektronische Musik)
- Das hässliche Entlein (Kinderoper nach einem Libretto von Doris Dörrie)
- Für nachts (ensemble)
- Streichquartett I & II
- Musik für Sprecher, Ensemble und elektronische Klänge/Text von Robert Walser
- Pirinore II für zwei Oboen